# Suurbraak
Suurbraak è una località abitata sudafricana situata nella municipalità distrettuale di Overberg nella provincia del Capo Occidentale.